# Déjà Vu (Canção de Selvagens à Procura de Lei)
Déjà Vu é a segunda faixa do álbum Paraíso Portátil da banda Selvagens à Procura de Lei . É a música em que o baixista Caio Evangelista estreia nos vocais principais.

## Letra
Sobre a letra, Caio fala "“Déjà Vu” retrata as sensações e sentimentos que se repetem várias vezes durante nossa vida: as reflexões sobre as escolhas que tomamos levando aos caminhos que percorremos e a percepção do lugar em que nos encontramos. Quase como se fosse um ciclo, esses momentos de reflexão sobre nosso presente nos faz questionar o poder das nossas escolhas, a influência que nossos sonhos e desejos exercem sobre nosso futuro. Em momentos difíceis podemos questionar se tomamos escolhas ou se, por ser quem somos, essas escolhas já estavam pré-determinadas, indo a vida pelo único caminho possível, como se vivêssemos de uma forma automática. O Déjà Vu mais necessário na vida é sempre lembrar que o mais importante é o presente, onde nos mantemos ativos, senhores das nossas escolhas, respeitando e aceitando o passado que temos, tirando o melhor de nossas memórias e consciente que outro dia está a acabar, sempre em um ciclo interrupto. Esse ciclo é nossa vida em si."

## Clipe
A produtora Awake é a responsável pelo videoclipe “Déjà Vu". Com direção de Rodrigo Fleury, a obra é inspirada no cotidiano repetitivo das pessoas nas grandes cidades e que traz reflexões sobre a capacidade delas de mudarem seus destinos.
“‘Déjà Vu’ fala de escolhas, destino e premonição. Retrata a luta mental de um jovem que acorda com sua percepção de tempo e espaço alteradas. A letra traz à tona os questionamentos e os julgamentos que fazemos sobre nossas escolhas durante a vida – que sempre vão existir. Mas, afinal, temos a capacidade de alterar nossos destinos ou já está tudo definido?” diz o diretor Fleury.
O clipe traduz esse conceito na história de Julio, um jovem que se encontra em uma batalha interna, mergulhado em uma rotina previsível e monótona. Um dia, ele acorda e começa a ter visões que despertam questionamentos e dúvidas sobre as decisões e atitudes que teve até aquele momento na vida. O personagem se defronta com a confusão entre passado e presente, tornando impossível distinguir o que realmente está acontecendo. Ao andar pela cidade, ele tem um déjà vu que o faz viajar no tempo, onde encontra a felicidade ingênua de sua infância – mas também se depara com seu alter ego e a necessidade de vencer seus maiores obstáculos.